# The Ziff Who Came to Dinner
The Ziff Who Came to Dinner, llamado El Ziff que viene a cenar en España y Artie Ziff viene a cenar en Hispanoamérica, es un episodio perteneciente a la decimoquinta temporada de la serie animada Los Simpson, emitido originalmente el 14 de marzo de 2004. El episodio fue escrito por Deb Lacusta y Dan Castellaneta, y dirigido por Nancy Kruse. Jon Lovitz es la estrella invitada, interpretando por cuarta y última vez a Artie Ziff. En el episodio, Los Simpson descubren a este viviendo secretamente en su ático después de haber quedado en bancarrota.

## Sinopsis
Homero lleva a Bart, Lisa y a los niños Flanders al cine, ya que Ned había llevado a los ancianos de Springfield a la heladería para celebrar el cumpleaños de Jasper. Sin embargo, en el cine Googolplex, todas las películas para niños tenían las entradas agotadas. Luego de escuchar que Lenny había tenido un papel secundario en la película de terror "The Redeadening", en la que interpreta a un jardinero, Homero accede a verla con los infantes. La película es muy terrorífica, al punto de causar en los niños un miedo profundo. Marge le reprocha tanta irresponsabilidad ante este acto. Después de que Bart y Lisa se asustan en su casa al escuchar ruidos provenientes del ático, deciden investigar sólo para terminar huyendo entre el pánico. Los niños le piden a sus padres que revisen el ático, descubriendo a Artie Ziff viviendo allí.
Artie Ziff les explica que vivía ahí porque había lanzado un negocio de Internet sin éxito, Ziffcorp, y había derrochado todo su dinero en extravagancias. Había escogido la casa de los Simpson porque para él Marge era la persona más cercana. Artie quiere quedarse en la casa hasta que pueda volver a juntar el dinero, y les promete ayudar en todo. La primera actividad de Artie en la casa es leerle libros a Lisa, luego juega con Bart, pero no tiene mucho éxito. Homer luego se hace amigo de Artie y lo lleva a la taberna de Moe.
Marge ve en las noticias que la Comisión de la Seguridad y el Cambio de los EE. UU (SEC) está buscando a Artie Ziff por cometer fraude en el mercado accionario de su compañía. Mientras Artie juega al póker con Homero y sus amigos, el patriarca gana el 98% de las acciones de la compañía de Artie (ya que este, al no tener dinero, apostó en una mano todas las acciones de su compañía). En ese momento, la SEC aparece para arrestar a Ziff, pero terminan llevándose a Homero al revelar el mismo que es el dueño de 230 millones de acciones. Homero es llevado bajo custodia y puesto en juicio.
Cuando Homero está en el juicio, Marge culpa a Artie por haber enviado a su esposo a prisión. Además, le sugiere que no le caía bien a nadie por una razón: sólo pensaba en sí mismo. Homero es encontrado culpable y sentenciado a veinte años de prisión. Visitando la taberna de Moe, Artie es exhortado por el tabernero, regañándolo por haber traicionado a Homero, a lo que después, se encuentra con Patty y Selma. Mientras pasan la noche juntos, Artie hace un plan para decirle a la policía que él era el verdadero culpable del accionar de Ziffcorp.
Ziff es enviado a la cárcel, y Homero es liberado. La familia Simpson se despide de Artie incluso Selma, pero apenas este entra a prisión, usa un pequeño frasco de fragancia en spray para apagar todos los cigarrillos de los otros prisioneros, garantizando a la familia que sería la última vez que verían a Artie.